# 陸奥国分尼寺
陸奥国分尼寺（むつこくぶんにじ）は、宮城県仙台市若林区白萩町にある曹洞宗の寺院。正式名称は「国分尼寺」。山号は護国山。本尊は正観世音菩薩。
奈良時代に聖武天皇の詔により日本各地に建立された国分寺のうち、陸奥国国分尼寺の後継寺院にあたる。本項では現寺院とともに、古代寺院跡である陸奥国分尼寺跡（国の史跡）についても解説する。

## 概要
天平13年（741年）の聖武天皇の詔で創建された国分尼寺の寺基を継ぐと伝える寺院である。陸奥国分寺（僧寺）から東約700メートルの地に位置し、現在の境内一帯は古代の国分尼寺の遺構と重複する。
現在の国分尼寺の寺伝では元は天台宗であったというが、中世には荒廃していた。中世末期に一帯を支配した国分氏によって国分僧寺とともに再建され、元亀元年（1570年）に明屋梵察和尚により再興された際に曹洞宗に改めている。江戸時代には仙台藩主の伊達家から保護を受け、以後現在まで法燈を伝承する。
なお、現在の境内墓地には、慶長6年（1602年）に尼寺で自決したという和賀郡領主の和賀忠親主従の墓が残る。

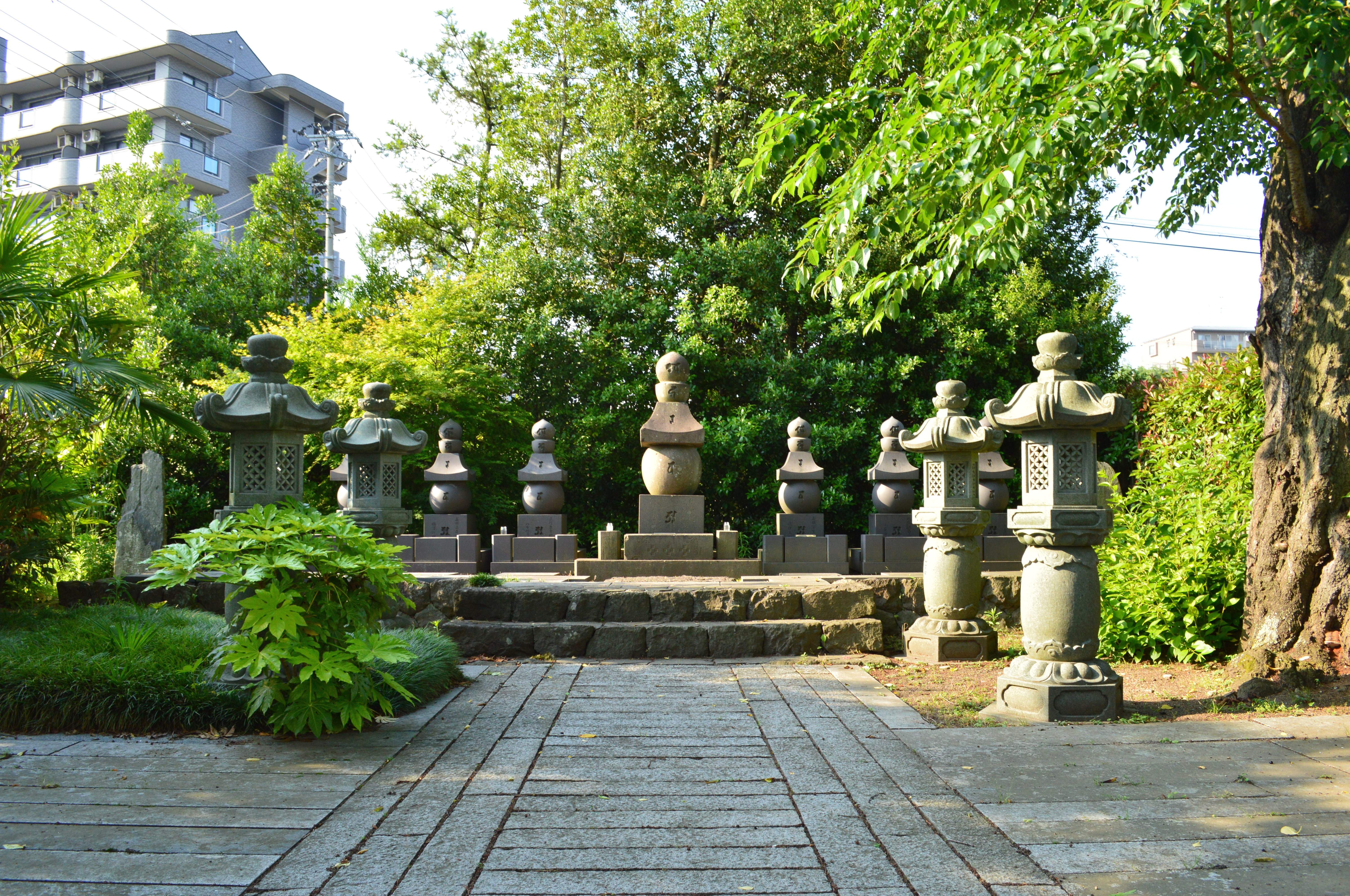
和賀忠親主従の墓
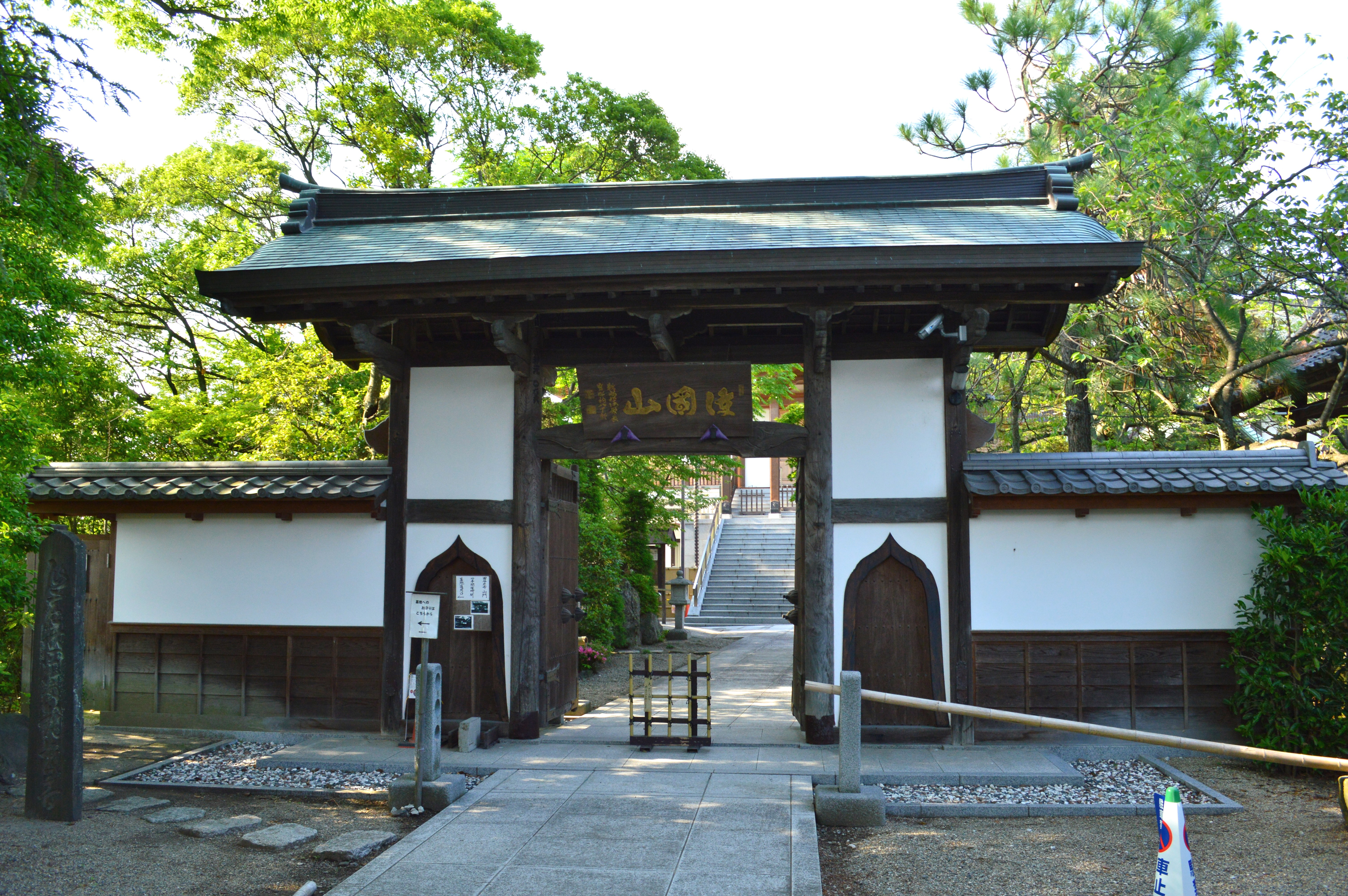
山門

## 陸奥国分尼寺跡

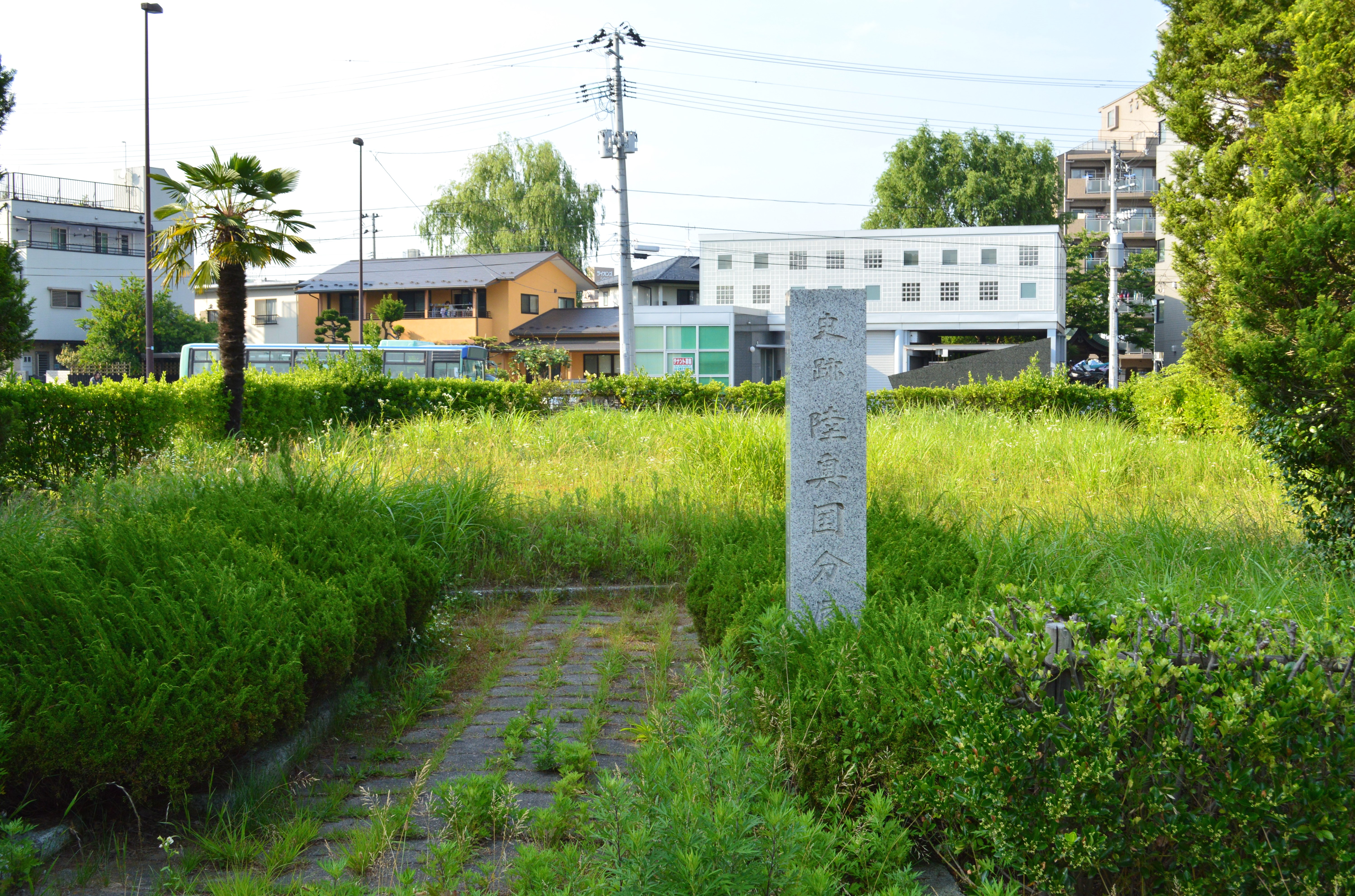
土壇（古代国分尼寺の金堂跡推定地）

古代の国分尼寺の遺構は、現寺院と概ね重複する。一帯が市街地化していることもあり寺域・伽藍配置は明らかでないが、現境内の北方に「観音塚」と称される土壇があり、これが金堂の遺構になると推測されている。この土壇には礎石8個が残り、昭和39年（1964年）の発掘調査により桁行5間・梁間4間の規模を持つことが明らかとなった。
一帯では瓦・土師器・須恵器などが多く出土し、そのうち瓦は僧寺のものと同じ形式のものであるため、尼寺と僧寺は同時期の創建になると推測されている。
なお、古代の尼寺の衰退時期を推察する文献としては、『水左記』承暦4年（1080年）8月5日条において陸奥の「国分法華寺」が転倒し修造を検討したという記事が知られる。

## 文化財

### 国の史跡
- 陸奥国分尼寺跡 - 金堂推定地周辺。昭和23年12月18日指定[7][6][5]。